# سوارز ۶۴۳۸
سیارک ۶۴۳۸ (به انگلیسی: 6438 Suarez، نامگذاری:1988BS3) شش هزار و چهارصد و سی و هشتمین سیارک کشف شده‌است که در ۱۸ ژانویه ۱۹۸۸ کشف شد.
قدر مطلق سیارک برابر ۱۷.۸ است.